# عبدالکریم الجندی
عبدالکریم الجندی (عربی: عبد الکریم الجندی؛ ۱۹۳۲ – ۲ مارس ۱۹۶۹ (سن ۳۷)) یک سیاست‌مدار اهل سوریه بود. وی از تاریخ ۴ اکتبر ۱۹۶۴ تا ۲۱ دسامبر ۱۹۶۵ وزیر کشاورزی و اصلاح زراعی سوریه بود.